# Jessie Diggins
Jessie Diggins (n. 26 august 1991, Saint Paul, Minnesota, SUA) este o schioară de fond americană, medaliată olimpică. A participat la 2 ediții ale Jocurilor Olimpice (2014, 2018) în care a câștigat o medalie de aur.